# Bud Abbott
Bud Abbott, pseudonimo di William Alexander Abbott (Asbury Park, 2 ottobre 1897 – Woodland Hills, 24 aprile 1974), è stato un comico e produttore cinematografico statunitense.

## Biografia
Figlio di artisti del circo Barnum, fece molti mestieri prima di esordire come attore insieme a Lou Costello, formando il duo comico Gianni e Pinotto. Abbott e Costello girarono insieme più di trenta pellicole di cui il primo uscito anche in Italia fu nel 1948 Gianni e Pinotto reclute di Arthur Lubin. A metà degli anni cinquanta nacquero dissapori fra i due e la Universal, casa produttrice dei loro film, decise di non rinnovare il loro contratto.
Dopo aver autoprodotto un ultimo film (Gianni e Pinotto banditi col botto), la coppia si sciolse e Costello girò da solo un ultimo film nel 1959. Abbott continuerà la carriera cinematografica doppiando ancora, per circa 15 anni, personaggi dei cartoni animati, per poi morire nel 1974 per un cancro alla prostata. In Italia la voce di Abbott è stata doppiata da Lauro Gazzolo in quasi tutti i film, da Nino Manfredi in Africa strilla e (negli ultimi) da Gualtiero De Angelis.

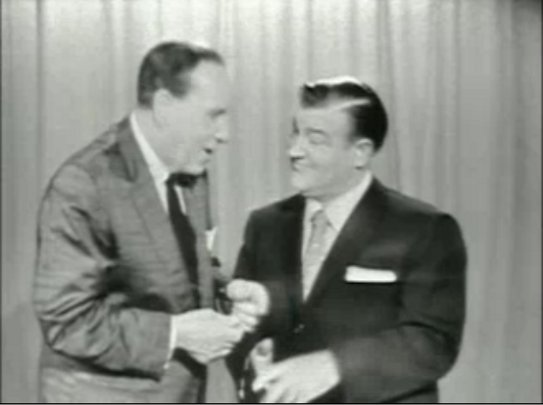
Bud Abbott e Lou Costello ospiti al programma televisivo This is Your Life (1956)

## Filmografia parziale

### Cinema

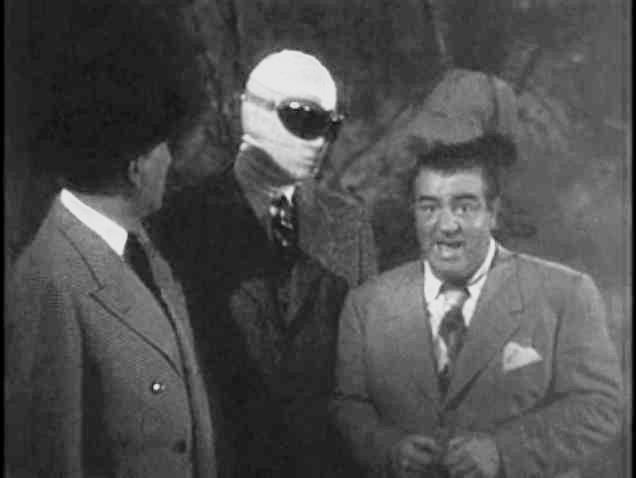
Bud Abbott (primo a sinistra) con Lou Costello in Gianni e Pinotto contro l'uomo invisibile (1951)

- One Night in the Tropics, regia di A. Edward Sutherland (1940)
- Gianni e Pinotto reclute (Buck Privates), regia di Arthur Lubin (1941)
- Allegri naviganti (In the Navy), regia di Arthur Lubin (1941)
- L'inafferrabile spettro (Hold That Ghost), regia di Arthur Lubin (1941)
- Razzi volanti (Keep 'em Flying), regia di Arthur Lubin (1941)
- Gianni e Pinotto tra i cowboys (Ride 'em Cowboy), regia di Arthur Lubin (1942)
- Rio Rita, regia di S. Sylvan Simon (1942)
- Gli eroi dell'isola (Pardon My Sarong), regia di Erle C. Kenton (1942)
- Gianni e Pinotto detectives (Who Done It?), regia di Erle C. Kenton (1942)
- It Ain't Hay, regia di Erle C. Kenton (1943)
- Avventura in montagna (Hit the Ice), regia di Charles Lamont (1943)
- Gianni e Pinotto in società (In Society), regia di Jean Yarbrough (1944)
- Sperduti nell'harem (Lost in a Harem), regia di Charles Reisner (1944)
- Gianni e Pinotto fra le educande (Here Come the Co-eds), regia di Jean Yarbrough (1945)
- L'arca di Noè (The Naughty Nineties), regia di Jean Yarbrough (1945)
- Gianni e Pinotto a Hollywood (Abbott and Costello in Hollywood), regia di S. Sylvan Simon (1945)
- Il piccolo gigante (Little Giant), regia di William A. Seiter (1946)
- Se ci sei batti due colpi (The Time of Their Lives), regia di Charles Barton (1946)
- Addio all'esercito (Buck Privates Come Home), regia di Charles Barton (1947)
- La vedova pericolosa (The Wistful Widow of Wagon Gap), regia di Charles Barton (1947)
- Il cervello di Frankenstein (Bud Abbott and Lou Costello Meet Frankenstein), regia di Charles Barton (1948)
- Gianni e Pinotto contro i gangsters (The Noose Hangs High), regia di Charles Barton (1948)
- Corrida messicana (Mexican Hayride), regia di Charles Barton (1948)
- Gianni e Pinotto e l'assassino misterioso (Bud Abbott and Lou Costello Meet the Killer Boris Karloff), regia di Charles Barton (1949)
- Africa strilla (Africa Screams), regia di Charles Barton (1949)
- Gianni e Pinotto nella legione straniera (Bud Abbott and Lou Costello in the Foreign Legion), regia di Charles Lamont (1950)
- Gianni e Pinotto contro l'uomo invisibile (Bud Abbott and Lou Costello Meet the Invisible Man), regia di Charles Lamont (1951)
- Comin' Round the Mountain, regia di Charles Lamont (1951)
- Il giardino incantato (Jack and the Beanstalk), regia di Jean Yarbrough (1952)
- Gianni e Pinotto al Polo Nord (Lost in Alaska), regia di Jean Yarbrough (1952)
- Kidd il pirata (Abbott and Costello Meet Captain Kidd), regia di Charles Lamont (1952)
- Viaggio al pianeta Venere (Abbott and Costello Go to Mars), regia di Charles Lamont (1953)
- Abbott and Costello Meet the Keystone Kops, regia di Charles Lamont (1954)
- Gianni e Pinotto contro il dottor Jekyll (Abbott and Costello Meet Dr Jekyll & Mr Hyde), regia di Charles Lamont (1955)
- Il mistero della piramide (Abbott and Costello Meet the Mummy), regia di Charles Lamont (1955)
- Gianni e Pinotto banditi col botto o Caccia al tesoro con Gianni e Pinotto (Dance With Me, Henry!), regia di Charles Barton (1956)

### Televisione
- General Electric Theater – serie TV, episodio 9x29 (1961)

## Doppiatori italiani
- Lauro Gazzolo in Gianni e Pinotto reclute, Allegri naviganti, L'inafferrabile spettro, Razzi volanti, Gianni e Pinotto tra i cowboys, Rio Rita, Gli eroi dell'isola, Gianni e Pinotto detectives, Avventura in montagna, Sperduti nell'harem, Gianni e Pinotto fra le educande, Il piccolo gigante, Se ci sei batti due colpi, Addio all'esercito, Il cervello di Frankenstein, Gianni e Pinotto contro i gangsters, Corrida messicana, Gianni e Pinotto e l'assassino misterioso, Gianni e Pinotto alla legione straniera, Gianni e Pinotto contro l'uomo invisibile, Il giardino incantato, Gianni e Pinotto al Polo Nord, Kidd il pirata, Viaggio al pianeta Venere
- Gualtiero De Angelis in Gianni e Pinotto contro il dottor Jekyll, Il mistero della piramide
- Nino Manfredi in Africa strilla